# Aylmer (Name)
Aylmer ist ein Familienname und ein männlicher Vorname.

## Namensträger

### Familienname
- Basil Aylmer, 11. Baron Aylmer (1886–1977), britischer Adliger
- Felix Aylmer (1889–1979), britischer Bühnenschauspieler
- Fenton Aylmer, 13. Baronet Aylmer (1862–1935), britischer Generalleutnant
- Frederick Aylmer, 6. Baron Aylmer (1777–1858), britischer Adliger
- Gerald Aylmer (Richter) (um 1500–1559), englischer Richter
- Gerald Aylmer (Historiker) (1926–2000), britischer Historiker
- Henry Aylmer, 2. Baron Aylmer († 1754), britischer Politiker
- Henry Aylmer, 3. Baron Aylmer (1718–1766), britischer Adliger
- Henry Aylmer, 4. Baron Aylmer († 1785), britischer Adliger
- Henry Aylmer (1843–1918), kanadischer Politiker
- Hugh Aylmer, 12. Baron Aylmer (1907–1982), britischer Adliger
- John Aylmer (Bischof) (1521–1594), englischer Bischof von London
- John Aylmer, 9. Baron Aylmer (1880–1970), britischer Adliger
- Julian Aylmer, 14. Baron Aylmer (* 1951), britischer Adliger
- Kenneth Aylmer, 10. Baron Aylmer (1883–1974), britischer Adliger
- Matthew Aylmer, 1. Baron Aylmer (um 1650–1720), irischer Admiral
- Matthew Aylmer, 8. Baron Aylmer (1842–1923), britischer Adliger
- Michael Aylmer, 13. Baron Aylmer (1923–2006), britischer Adliger
- Mimì Aylmer (1896–1992), italienische Schauspielerin
- Richard Aylmer (1932–2023), britischer Skilangläufer
- Taylor Aylmer (* 1998), US-amerikanische Fußballspielerin
- Udolphus Aylmer, 7. Baron Aylmer (1814–1901), britischer Adliger

### Vorname
- Aylmer Hunter-Weston (1864–1940), britischer General und Parlamentsabgeordneter
- Aylmer Bourke Lambert (1761–1842), britischer Botaniker
- Aylmer Cavendish Pearson (1876–1926), britischer Kolonialgouverneur von Nord-Borneo